# Daga

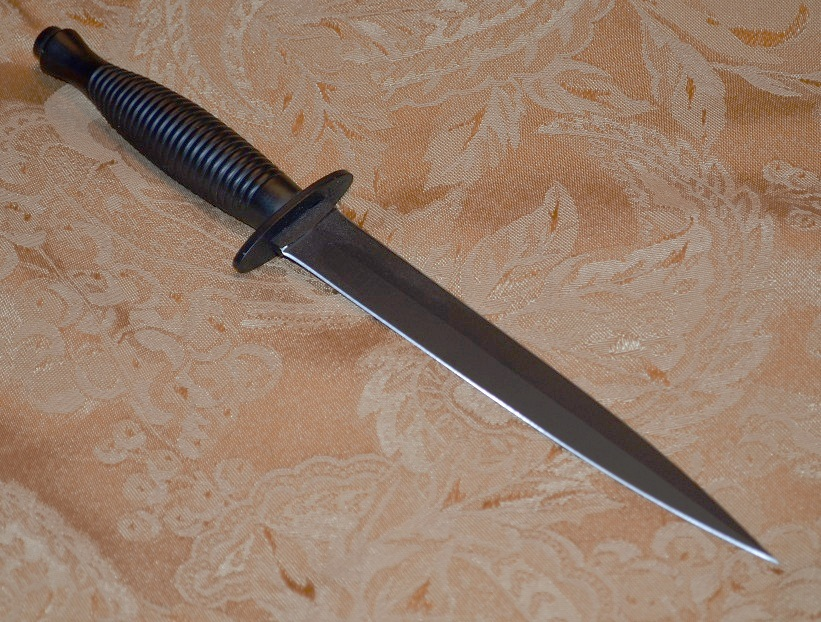
Una daga

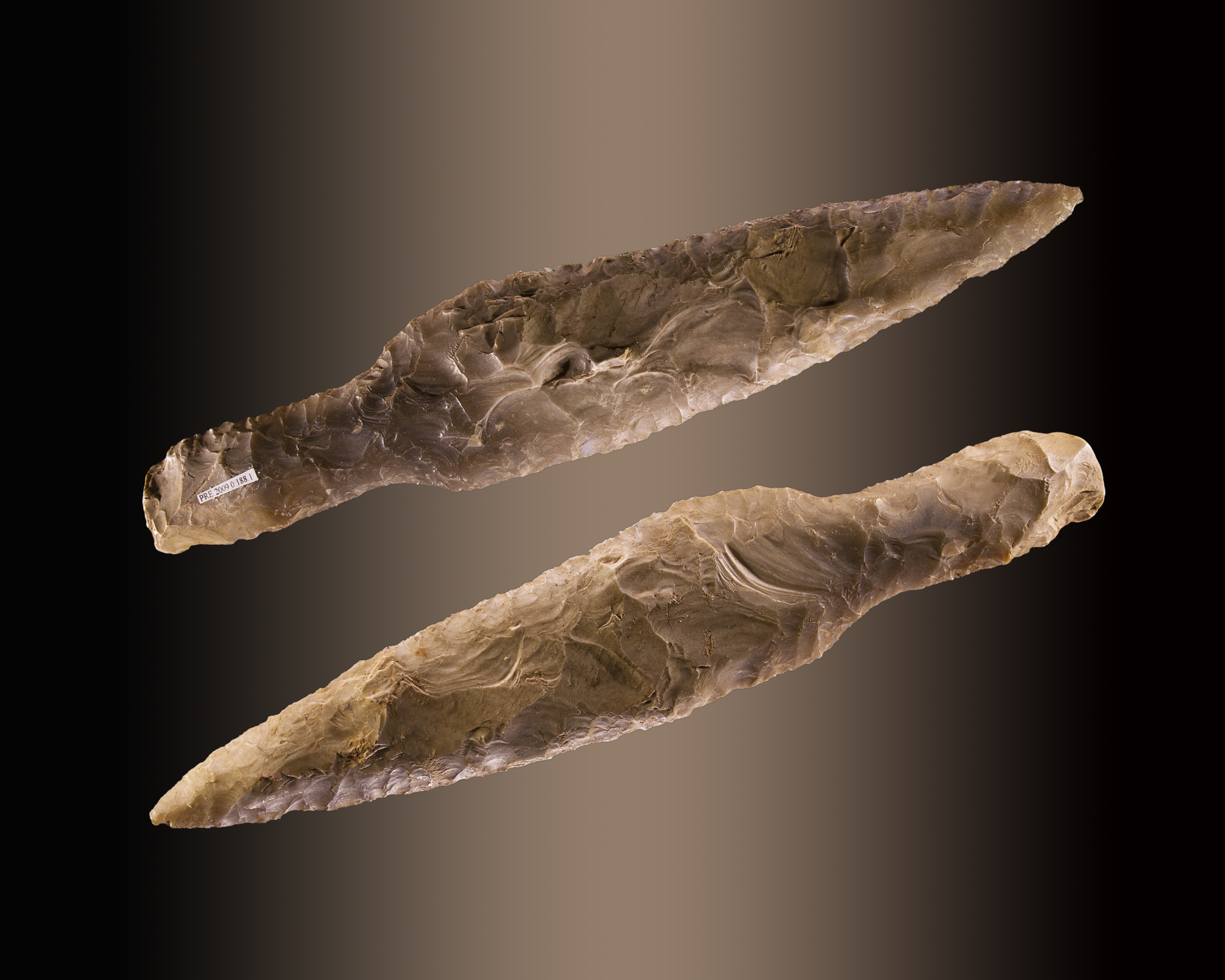
Daga neolítica

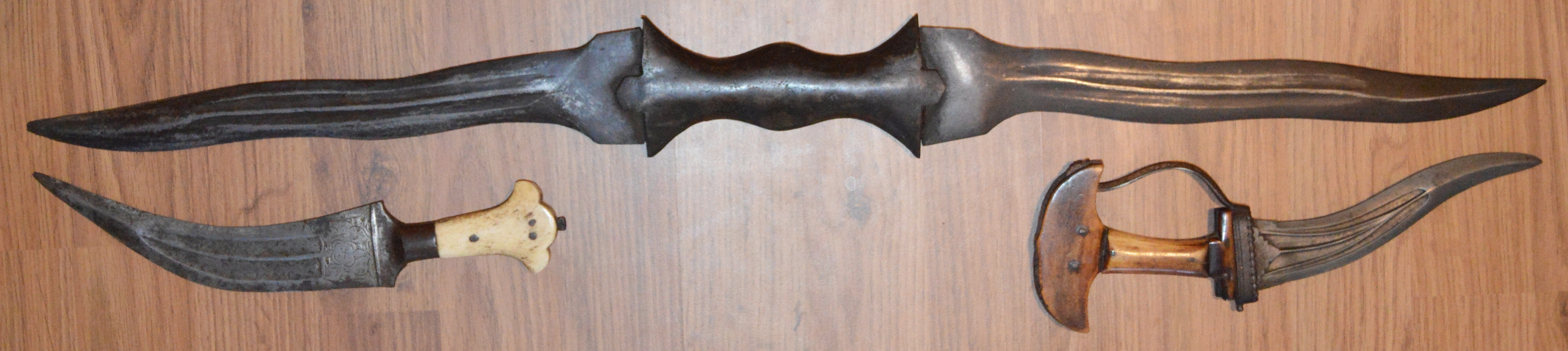
Haladie y dagas india y siria

La daga (del latín vulgar daca) es un arma blanca corta de lámina aplanada y remate agudo. Es más larga que un puñal y más corta que una espada (dos tercios más corta). Suele poseer filo doble al menos hacia la punta, así como guarda para proteger el puño. Se la utilizaba como arma secundaria, que complementaba a la espada. También solían llevarlas las mujeres como protección.[cita requerida]

## Historia
Las dagas más tempranas aparecen en el III milenio a. C., durante la Edad del Bronce. Los materiales con los que se hacían eran huesos, marfil y sílex. Hay quien opina que el sax de los germanos no era más que una daga ancha, que al alargarla se convirtió en espada. De procedencia hispana es el pugio que adoptaron los romanos, ideal para atravesar las lorigas gracias al nervio situado en el centro de su hoja, que le daba mayor penetración. 
Los testimonios más abundantes de dagas en la Edad Media se dan a fines del siglo XIII. Las hojas podían ser lisas o acanaladas, como las que se han conservado en Tolosa y Zaragoza. La daga cinquedea o de lengua de buey, cuya hoja iba en disminución desde la empuñadura hasta la punta, fue muy usada en Inglaterra. Hubo dagas también de tres y cuatro filos. A mediados del siglo XV se le añadieron en la empuñadura dos recios gavilanes encorvados hacia abajo para aprisionar la hoja del adversario y poder en ocasiones romperla. Una variedad de esta daga fue la escocesa, con una anilla gruesa en el puño para afirmar en ella el pulgar. También es escocesa la daga larga o dirk. En el siglo XIV se utilizó la daga rondel, de hoja redonda y muy aguda, que como el estilete era apropiada para traspasar la defensa de una cota de malla o armadura de escamas. Hacia los siglos siglo XV y XVI, por influjo de Oriente, las llamadas dagas de orejas, que entraron en Europa a través de los nazaríes, tenían pequeños orificios destinados a impregnarse de sustancias tóxicas o venenos.
La daga española de mano izquierda (XVI-XVII) se hacía con acero vizcaíno, por lo cual Arturo Pérez Reverte -en su serie de novelas sobre el Capitán Alatriste- la llamó en el siglo XX daga vizcaína; las denominaciones que sí son históricas son daga de misericordia, quitapenas, daga de zurda, izquierdilla o daga de caridad; la usaban sobre todo soldados y hombres de armas de los Tercios de Flandes. Un tipo especial de daga de mano izquierda española se denominaba daga de vela a causa de la elaborada forma de su guarda de mano, dispuesta como una vela hinchada, que podía ser calada o lisa y también se llamaba cazoleta. Las dagas solían estar adornadas con amplios gavilanes, elegantes grabados y profusos adornos tanto en las velas como en las conchas e incluso en las hojas mismas, que solían decorarse con motivos vegetales y escribirse con lemas (en castellano o en latín), nombres de familia o incluso versos militares o jocosos. Se usaba junto a la espada ropera en la derecha, para parar acometidas en movimiento defensivo y atacar el costado en ofensivo.
La daga se llevaba pendiendo del cinturón, a la derecha, o a la espalda, sobre los riñones algunas veces, para ocultarla. Durante los siglos XVI y XVII se usó con frecuencia en los duelos de armas dobles, en que se esgrimía con la mano izquierda mientras que la espada se manejaba con la derecha. El II concilio de Pisa prohibió el uso de las dagas que midiesen más de un palmo de longitud, y eso, unido a que las armas de fuego la iban relegando, hizo que la daga se fuese acortando hasta que se convirtió en un simple puñal o cuchillo.
En todos los casos, las dagas y los cuchillos son considerados armas secundarias o terciarias.
La facilidad con que se ocultaba una daga hizo que se empleara frecuentemente en asesinatos. El caso más famoso de un asesinato con dagas fue el de Julio César, dictador romano que sufrió 23 puñaladas, una por cada uno de los miembros del Senado, aunque el historiador Suetonio afirma que solo fue mortal la infligida por Marco Junio Bruto. También fue asesinado así el emperador Domiciano, cuyo asesino principal había ocultado la daga en el falso vendaje de un brazol. La emperatriz Isabel de Baviera, "Sisi", fue asesinada de esa manera, en realidad con un estilete tan fino que solo notó la herida fatal un minuto después y la sangre no asomó fuera del corpiño. 
Sin embargo, irónicamente, las dagas se suelen relacionar también con la determinación y el coraje: Guzmán el Bueno arrojó la suya a los enemigos musulmanes para que matasen a su hijo en vez de entregar Tarifa a cambio de su vida. 
Es además la daga un símbolo heráldico: cuatro linajes castellanos la tienen como única figura: De la Hoja, Mor, Mori y Peña. Otros nueve la cuentan entre sus figuras. Y se suele llamar Daga española al arbusto norteamericano Yucca gloriosa.